# 샤반 로버트
샤반 로버트(Shaaban Robert, Shaaban bin Robert, 1909년 1월 1일 ~ 1962년 6월 20일)는 탄자니아 운문 전통 보존을 지지하였던 탄자니아의 시인, 저자, 수필가이다.
20세기 스와힐리 문학사에서 매우 중요한 인물이다. 1948년 첫 작품집인 ≪언어의 아름다움(Pambo la Lugha)≫ 출판을 시작으로 시, 소설, 수필, 전기, 자서전 등에 이르는 다양한 장르의 수많은 작품을 발표함으로써 스와힐리 문학 발전에 크게 이바지했다. 영국의 저명한 사회언어학자 윌프레드 화이틀리(Wilfred. H. Whiteley)는 ≪스와힐리어: 국어로의 부상(Swahili: The Rise of National Language)≫에서 이러한 샤반의 업적을 두고 그를 ‘아프리카의 셰익스피어’라고까지 칭송했다.
샤반이 현대 스와힐리 문학 발전에 결정적인 역할을 했다고 여기는 이유는 그가 스와힐리 고전문학과 현대문학을 이어 주는 연결 고리 역할을 하기 때문이다. 그의 작품은 스와힐리 고전문학 전통의 연장선상에 있는 ‘우텐지’ 및 ‘샤이리’ 형식의 시부터 서구 문화의 영향을 받기 이전의 스와힐리 문학에서는 찾아볼 수 없었던, 새로운 장르의 산문에 이르기까지 실로 다양하다.
샤반은 아프리카의 독립이 논의되던 시기에 동아프리카 사회에서 스와힐리어의 가치와 역할을 인식함으로써 현대 스와힐리 문학이 아프리카 토착어 문학 중에서 독보적인 위치를 차지하는 데 기반을 제공한 작가이다.